# Выборы губернатора Кемеровской области (2015)
Очередные выборы губернатора Кемеровской области состоялись в Кемеровской области 13 сентября 2015 года в единый день голосования. Одновременно прошли выборы глав администраций и муниципальных депутатов в некоторых территориях Кемеровской области.
На 1 июля 2015 года в Кемеровской области было зарегистрировано 2 057 707 избирателей.
Ещё до назначения выборов и в ходе кампании большинство политологов высказывались, что исход выборов очевиден — серьёзных конкурентов у Амана Тулеева нет, а получив поддержку президента Владимира Путина и партии «Единая Россия» он будет переизбран. Однако в дальнейшем не исключена досрочная отставка по состоянию здоровья и передача власти человеку из команды Тулеева.

## Предшествующие события
С 1997 года правительство Кемеровской области возглавлял Аман Тулеев. 1 июля 1997 президент Борис Ельцин указом сменил главу администрации Кемеровской области — Михаил Кислюк был отправлен в отставку, а вместо него на должность был назначен председатель Заксобрания Кемеровской области Аман Тулеев. На тот момент уже завершался процесс перехода к выборности глав регионов (17 сентября 1995 года был принят указ президента, определявший срок выборов назначенных ранее глав регионов) и это назначение стало последним назначением главы администрации. Законодательная база для проведения первых выборов главы администрации была подготовлена при администрации Михаила Кислюка — 5 июня 1997 был принят закон «О выборах Губернатора Кемеровской области», а 23 июня областное заксобрание назначило выборы губернатора Кемеровской области на 19 октября 1997 года.
На этих выборах Аман Тулеев одержал победу, набрав 94,5 % голосов избирателей. Он был избран на 4 года.
Срок полномочий Тулеева истекал в октябре 2001 года, однако 25 января 2001 года Тулеев досрочно ушёл в отставку, чтобы совместить губернаторские выборы с муниципальными. Обязанности губернатора до выборов исполнял первый заместитель главы области Валентин Мазикин. На состоявшихся 22 апреля 2001 года досрочных выборах Тулеев набрал 93,54 % голосов и был переизбран на следующие 4 года.
С 1 января 2005 года вступил в силу новый порядок наделения полномочиями глав регионов — их должны были утверждать заксорбрания регионов по представлению президента. Второй губернаторский срок Тулеева истекал в апреле 2006 года, однако 1 апреля 2005 года на встрече с Владимиром Путиным он обратился к президенту с вопросом о доверии. 14 апреля президент представил кандидатуру Кемеровскому областному совету, который 20 апреля единогласно (поскольку все 35 депутатов были избраны от блока «Служу Кузбассу», сформированного при активном участии самого губернатора) утвердил Тулеева губернатором Кемеровской области на срок в 5 лет.
20 апреля 2010 года по представлению президента России Дмитрия Медведева Тулеев вновь был наделён полномочиями губернатора Кемеровской области на следующие 5 лет. В 2012 году президент России Дмитрий Медведев принял закон, вернувший в России прямые выборы глав регионов.
20 апреля 2015 года истекал четвёртый губернаторский срок Амана Тулеева. Однако 16 апреля 2015 года президент России Владимир Путин назначал Тулеева и.о. губернатора Кемеровской области до вступления в должность лица, избранного на выборах в сентябре.
Федеральный закон, запрещавший занимать одному человеку должность главы субъекта федерации больше двух сроков, не позволял Тулееву баллотироваться вновь. Однако закон не уточнял, как отсчитывать эти сроки после возвращения прямых выборов губернаторов. В апреле 2015 года депутаты Госдумы предложили внести поправки в закон, позволившие бы считать первым сроком тот, который начался после изменения выборного законодательства летом 2012 года. 30 июля президент Владимир Путин подписал закон. Таким образом Тулеев получил возможность избираться ещё на два срока.

## Ключевые даты
- 10 июня 2015 Совет народных депутатов Кемеровской области назначил выборы на единственно возможную дату — 13 сентября 2015 года (единый день голосования[14]
  - 11 июня опубликован расчёт числа подписей, необходимых для регистрации кандидата
  - следующие 30 дней (до 13 июля) — период выдвижения кандидатов
  - агитационный период начинается со дня выдвижения кандидата и прекращается за одни сутки до дня голосования
- со дня выдвижения по 3 августа — период сбора подписей муниципальных депутатов
- с 24 июля по 3 августа — регистрация заявлений кандидатов в избирательной комиссии. К заявлениям должны прилагаться листы с подписями муниципальных депутатов.
- с 15 августа по 11 сентября — период агитации в СМИ
- 12 сентября — день тишины
- 13 сентября — день голосования

## Организация
В Кемеровской области будет работать 47 территориальных избирательных комиссий.
В мае 2015 председатель областного избиркома рассказал, что Кемеровская область получила 100 комплексов электронного голосования. Этими комплексами избирком планирует оснастить 50 избирательных участков.
13 августа 2015 года Избирательная комиссия Кемеровской области решила не устанавливать КЭГи.

## Выдвижение и регистрации кандидатов

### Право выдвижения
Губернатором может быть избран гражданин Российской Федерации, достигший возраста 30 лет. Одно и то же лицо не может занимать должность губернатора более двух сроков подряд.
В Кемеровской области допустимо как выдвижение кандидатов политическими партиями, так и самовыдвижение.
У кандидата не должно быть гражданства иностранного государства либо вида на жительство в какой-либо иной стране.

### Муниципальный фильтр
1 июня 2012 года вступил в силу закон, вернувший прямые выборы глав субъектов Российской Федерации. Однако был введён так называемый муниципальный фильтр. Всем кандидатам на должность главы субъекта РФ (как выдвигаемых партиями, так и самовыдвиженцам), согласно закону, требуется собрать в свою поддержку от 5 % до 10 % подписей от общего числа муниципальных депутатов и избранных на выборах глав муниципальных образований, в числе которых должно быть от 5 до 10 депутатов представительных органов муниципальных районов и городских округов и избранных на выборах глав муниципальных районов и городских округов. Муниципальным депутатам представлено право поддержать только одного кандидата.
В Кемеровской области кандидаты должны собрать подписи 8 % муниципальных депутатов и глав муниципальных образований. Среди них должны быть подписи депутатов районных и городских советов и (или) глав районов и городских округов в количестве 8 % от их общего числа. Кроме того, кандидат должен получить подписи не менее чем в трёх четвертях районов и городских округов, то есть в 25 из 34. Теоретически максимально возможное количество кандидатов в губернаторы — 12.
11 июня 2015 года областной избирком опубликовал расчёт количества необходимых подписей. Так кандидат должен собрать от 214 до 224 подписей. Из них от 57 до 59 подписей должны принадлежать депутатам и избранным главам городского или районного уровня и должны быть собраны не менее чем в 26 из 34 муниципальных образований (в районах или городах).

### Кандидаты в Совет Федерации
С декабря 2012 года действует новый порядок формирования Совета Федерации. Так каждый кандидат на должность губернатора при регистрации должен представить список из трёх человек, первый из которых, в случае избрания кандидата, станет сенатором в Совете Федерации от правительства региона.

## Кандидаты
| Кандидат         | Должность (на момент выдвижения) | Партия              | Статус                                         | Кандидаты в Совет Федерации                        |
| ---------------- | --- | ------------------- | ---------------------------------------------- | -------------------------------------------------- |
| Евгений Артемьев | предприниматель | Яблоко              | выбыл по личному заявлению                     | —                                                  |
| Владимир Волчек  | ректор Кемеровского государственного университета, депутат Совета народных депутатов Кемеровской области четвёртого созыва                                                                                  | Справедливая Россия | зарегистрирован                                | Роман Завацкий Александр Мить Татьяна Протас       |
| Алексей Диденко  | депутат Государственной Думы, член Комитета Государственной Думы по конституционному законодательству и государственному строительству, первый заместитель руководителя фракции ЛДПР в Государственной Думе | ЛДПР                | зарегистрирован                                | Ярослав Нилов Юрий Носов Александр Шерин           |
| Юрий Скворцов    | директор Областной СДЮШОР по шахматам, депутат Кемеровского городского Совета народных депутатов пятого созыва по округу № 25                                                                               | Патриоты России     | зарегистрирован                                | Ростислав Бардокин Юрий Гончаров Евгений Кулебакин |
| Виктор Смирнов   | председатель совета Центра социально-экономического развития населения, директор Общественной приёмной по защите прав потребителей жилищно-коммунальных услуг                                               | самовыдвижение      | отказано в регистрации не представил документы | —                                                  |
| Аман Тулеев      | врио губернатора Кемеровской области | Единая Россия       | зарегистрирован                                | Александр Лаврик Алексей Синицын Ирина Рондик      |
| Виктор Шаламанов | профессор кафедры Автомобильных дорог и городского кадастра Кузбасского государственного технического университета                                                                                          | КПРФ                | зарегистрирован                                | Валерий Бобриков Ренев Алексей Владимир Лебедев    |

28 июля кандидат от «Яблока» Евгений Артемьев заявил о снятии своей кандидатуры с выборов, поскольку муниципальные депутаты отказались ставить подписи в его поддержку.

## Ход голосования
В кемеровской области открылись все 1758 избирательных участков.
На 10:00 местного времени проголосовало 15 % избирателей.
На 12:00 местного времени проголосовало 38 % избирателей
На 15:00 местного времени проголосовало 65 % избирателей
На 18:00 местного времени проголосовало 85 % избирателей

## Итоги выборов
В выборах по официальным данным приняли участие 1 880 284 человека, таким образом явка избирателей составила 92,04 %.
| Явка избирателей                                   | Явка избирателей                                   | Явка избирателей | Явка избирателей |
| -------------------------------------------------- | -------------------------------------------------- | ---------------- | ---------------- |
| Число избирателей, включённых в список избирателей | Число избирателей, включённых в список избирателей | 2 042 956        | 100 %            |
| Из них приняли участие в выборах                   | Из них приняли участие в выборах                   | 1 880 284        | 92,13 %          |
| Процент испорченных бюллетеней                     |                                                    |                  |                  |
| Из них действительных бюллетеней                   | Из них действительных бюллетеней                   | 1 874 017        |                  |
| Из них недействительных бюллетеней                 | Из них недействительных бюллетеней                 | 6267             | 0,33 %           |
| Распределение голосов:                             |                                                    |                  |                  |
| 1.                                                 | Аман-гельды Тулеев                                 | 1 818 087        | 96,69 %          |
| 2.                                                 | Алексей Диденко                                    | 33 411           | 1,78 %           |
| 3.                                                 | Виктор Шаламанов                                   | 9840             | 0,52 %           |
| 4.                                                 | Владимир Волчек                                    | 6889             | 0,37 %           |
| 5.                                                 | Юрий Скворцов                                      | 5790             | 0,31 %           |

Выборы выиграл Аман-гельды Тулеев (Единая Россия), набравший 92,13 % голосов избирателей. 22 сентября он в пятый раз вступил в должность губернатора Кемеровской области. Сенатором от правительства Кемеровской области вновь был назначен Александр Лаврик.

## Критика
Лидер партии Демократический выбор, Владимир Милов, который родом из Кемеровской области, основываясь на обращениях избирателей заявил, что явка на данных выборах была завышена, и что такая высокая явка могла быть сфальсифицирована. В ноябре 2015 года он написал официальное обращение по этому поводу на имя Владимира Чурова, председателя ЦИК.